# World Masters (Snooker)
Das World Masters (auch Mita/Sky World Masters) war ein professionelles Snookerturnier, das im Januar 1991 ein einziges Mal ausgetragen wurde. Ausgerichtet wurde es von Barry Hearn im National Exhibition Centre in Birmingham.
Bei dem Einladungsturnier wurden insgesamt eine Million Pfund ausgeschüttet, damals das höchste Preisgeld bei einem Snookerturnier. Der Sieger bei den Herren erhielt die Rekordsumme von 200.000 britischen Pfund, im selben Jahr erhielt der Sieger der Snookerweltmeisterschaft 135.000 Pfund.
Darüber hinaus gab es, ähnlich wie bei Grand-Slam-Turnieren im Tennis, auch die Formate Damen, Doppel der Herren, Doppel der Damen, gemischtes Doppel und Junioren (U16). 
Für eine weitere Auflage fand man allerdings keine Sponsoren.
In der ersten Runde spielte James Wattana aus Thailand das neunte offizielle Maximum Break der Snookergeschichte.

## Sieger
| Jahr                   | Format                 | Sieger                         | Finalist                     | Ergebnis               | Saison                 |
| Mita/Sky World Masters | Mita/Sky World Masters | Mita/Sky World Masters         | Mita/Sky World Masters       | Mita/Sky World Masters | Mita/Sky World Masters |
| ---------------------- | ---------------------- | ------------------------------ | ---------------------------- | ---------------------- | ---------------------- |
| 1991                   | Herren                 | Jimmy White                    | Tony Drago                   | 10:6                   | 1990/91                |
| 1991                   | Damen                  | Karen Corr                     | Stacey Hillyard              | 6:2                    | 1990/91                |
| 1991                   | Herrendoppel           | Mike Hallett Stephen Hendry    | Brady Gollan Jim Wych        | 8:5                    | 1990/91                |
| 1991                   | Damendoppel            | Allison Fisher Stacey Hillyard | Karen Corr Anne-Marie Farren | 5:2                    | 1990/91                |
| 1991                   | Mixed-Doppel           | Steve Davis Allison Fisher     | Jimmy White Caroline Walch   | 6:3                    | 1990/91                |
| 1991                   | Junioren               | John Higgins                   | Mark Williams                | 6:1                    | 1990/91                |